# EnBW

EnBW:s logo.

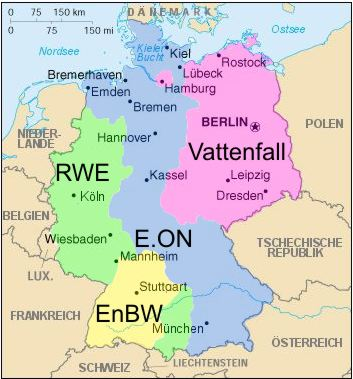
Tyska elnätets uppdelning fram till 2009 mellan E.ON, Vattenfall, RWE och EnBW. Under 2010 sålde E.ON sin nätdel till Tennet och Vattenfall sin till Elia och IFM. Under 2011 sålde RWE 74,9% sin nätdel till en infrastrukturfonden.

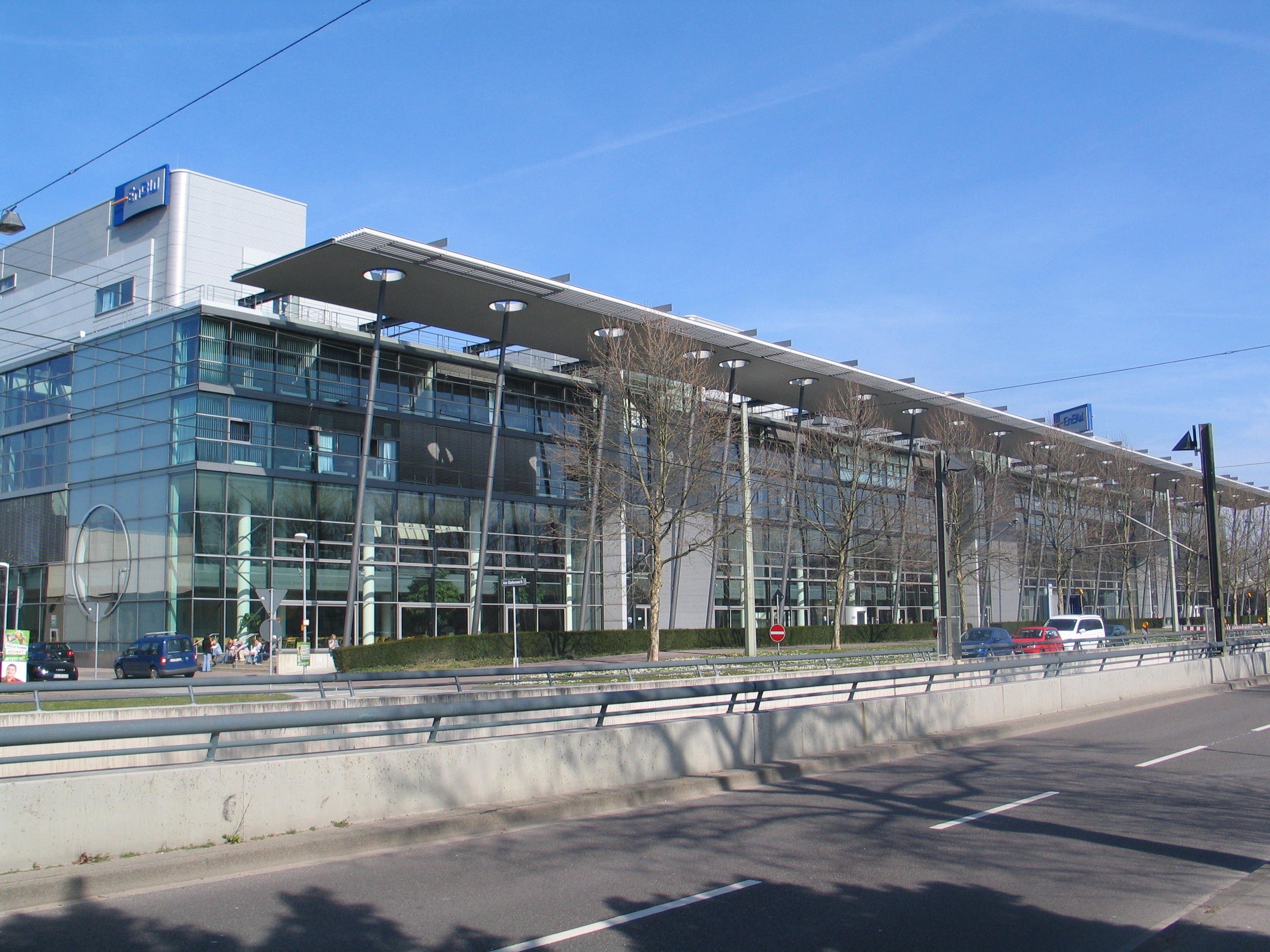
EnBW-koncernens huvudkontor i Karlsruhe.

EnBW, Energie Baden-Württemberg, är Tysklands tredje största energikoncern (efter E.ON och RWE, men före Vattenfall). Sedan 2012 är Frank Mastiaux företagets koncernchef. 

## Energimix
EnBW har är det energibolag i Tyskland med högst andel el från kärnkraftverk (57%). Därutöver har EnBW en relativt stor del el från förnybara energikällor (11%). Detta gör att EnBW släpper ut en relativt låg andel koldioxid per producerad elmängd jämfört med andra tyska energibolag.

## Koncern
EnBWs koncernsits ligger i Karlsruhe, med Stuttgart som näststörsta ort.
Huvudägare till EnBW är det av delstaten Baden-Württemberg helägda Neckarpri-Beteiligungsgesellschaft mbH och Zweckverband Oberschwäbische Elektrizitätswerke med 46,75% av aktierna vardera.
Yello Strom är ett helägt dotterbolag och elleverantör bland annat i Sverige. 